# لوئیس کلاید استومن
لوئیس کلاید استومن (انگلیسی: Louis Clyde Stoumen؛ ۱۵ ژوئیهٔ ۱۹۱۷ – ۲۰ سپتامبر ۱۹۹۱) یک کارگردان، تهیه‌کننده، و فیلم‌نامه‌نویس اهل ایالات متحده آمریکا بود. وی بین سال‌های ۱۹۵۰ تا ۱۹۶۴ میلادی فعالیت می‌کرد. فیلم او روباه سیاه: ظهور و سقوط آدولف هیتلر در ۱۹۶۲ برنده جایزه اسکار بهترین فیلم مستند شده است.